# Gare de Montereau
Pour les articles homonymes, voir Montereau.
La gare de Montereau est une gare ferroviaire française des lignes de Paris-Lyon à Marseille-Saint-Charles, de Corbeil-Essonnes à Montereau et de Flamboin-Gouaix à Montereau, située sur le territoire de la commune de Montereau-Fault-Yonne, dans le département de Seine-et-Marne, en région Île-de-France.
Mise en service en 1849 par l'État, elle devient en 1852 une gare de la Compagnie du chemin de fer de Paris à Lyon (PL) et de 1857 à 1938 c'est une gare de la Compagnie des chemins de fer de Paris à Lyon et à la Méditerranée (PLM). C'est une gare de la Société nationale des chemins de fer français (SNCF), desservie par les trains de la ligne R du Transilien et par des trains du réseau TER Bourgogne-Franche-Comté.

## Situation ferroviaire
Établie à 53 mètres d'altitude, la gare de Montereau est située au point kilométrique (PK) 78,627 de la ligne de Paris-Lyon à Marseille-Saint-Charles. Nœud ferroviaire, elle est également située au PK 93,273 de la ligne de Corbeil-Essonnes à Montereau et au PK 122,677 de la ligne de Flamboin-Gouaix à Montereau ouverte uniquement au trafic fret.

## Histoire

### Gare État, PL, puis PLM (1849-1938)
La gare de Montereau est mise en service le 12 août 1849, avec l'ouverture au trafic de la section de Paris à Tonnerre par l'État qui, après avoir effectué les travaux, rétrocède cette voie en 1852 à la Compagnie du chemin de fer de Paris à Lyon (PL).
La gare entre, avec la ligne, dans le giron de la Compagnie des chemins de fer de Paris à Lyon et à la Méditerranée (PLM) lors de sa création en 1857. Le bâtiment voyageurs est l'œuvre de l'architecte François-Alexis Cendrier, qui a aussi construit de nombreuses autres gares de la compagnie du PLM.
En 1862, le trafic annuel est de 51 468 voyageurs au départ et de 58 991 voyageurs à l'arrivée ; il est de 16 065 tonnes de marchandises au départ et de 41 941 tonnes à l'arrivée. En 1866, le prix d'un aller Paris - Montereau coûtait 8,85 F en 1re classe, 6,65 F en 2e classe et 4,85 F en 3e classe.

La gare au début des années 1900
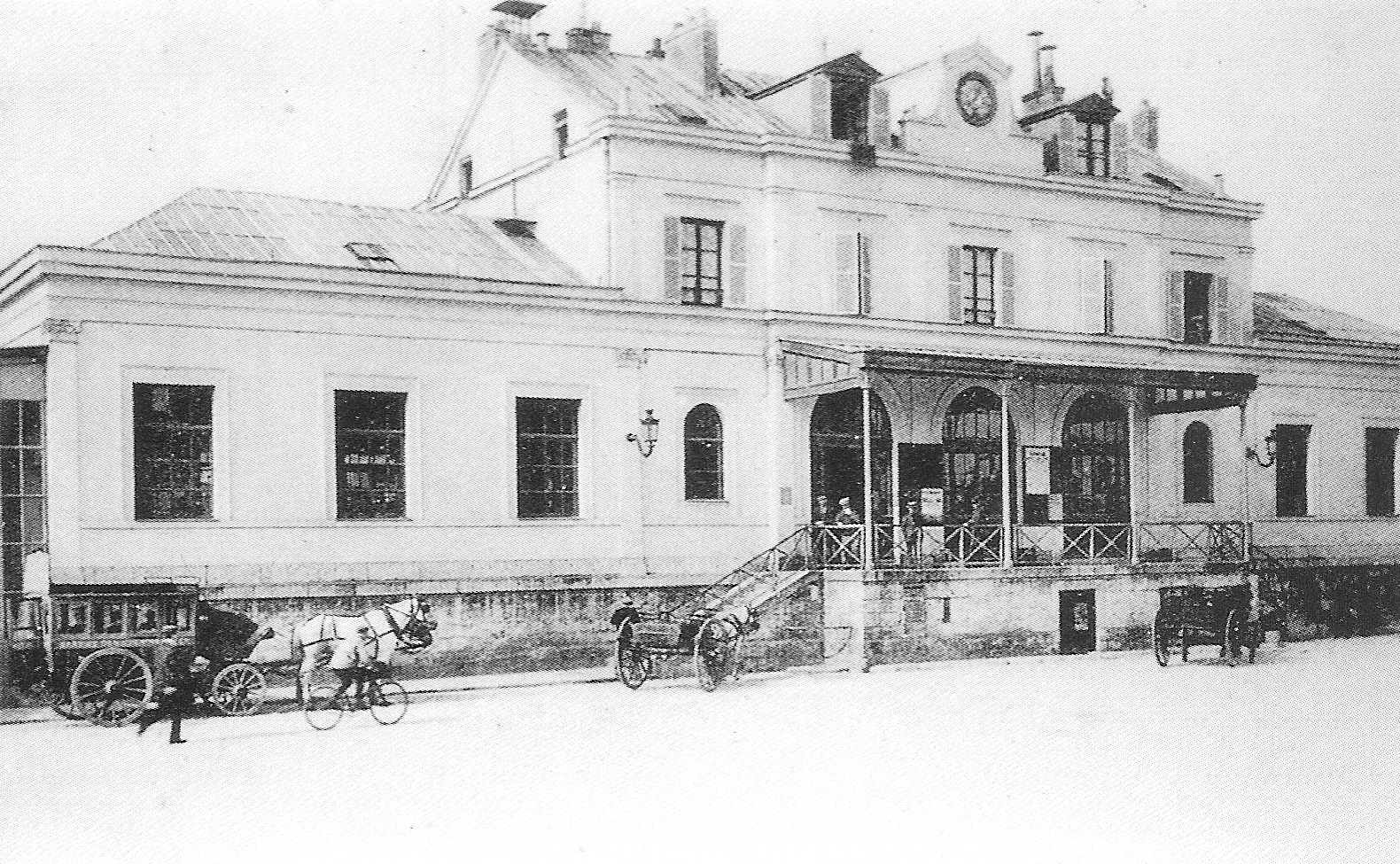
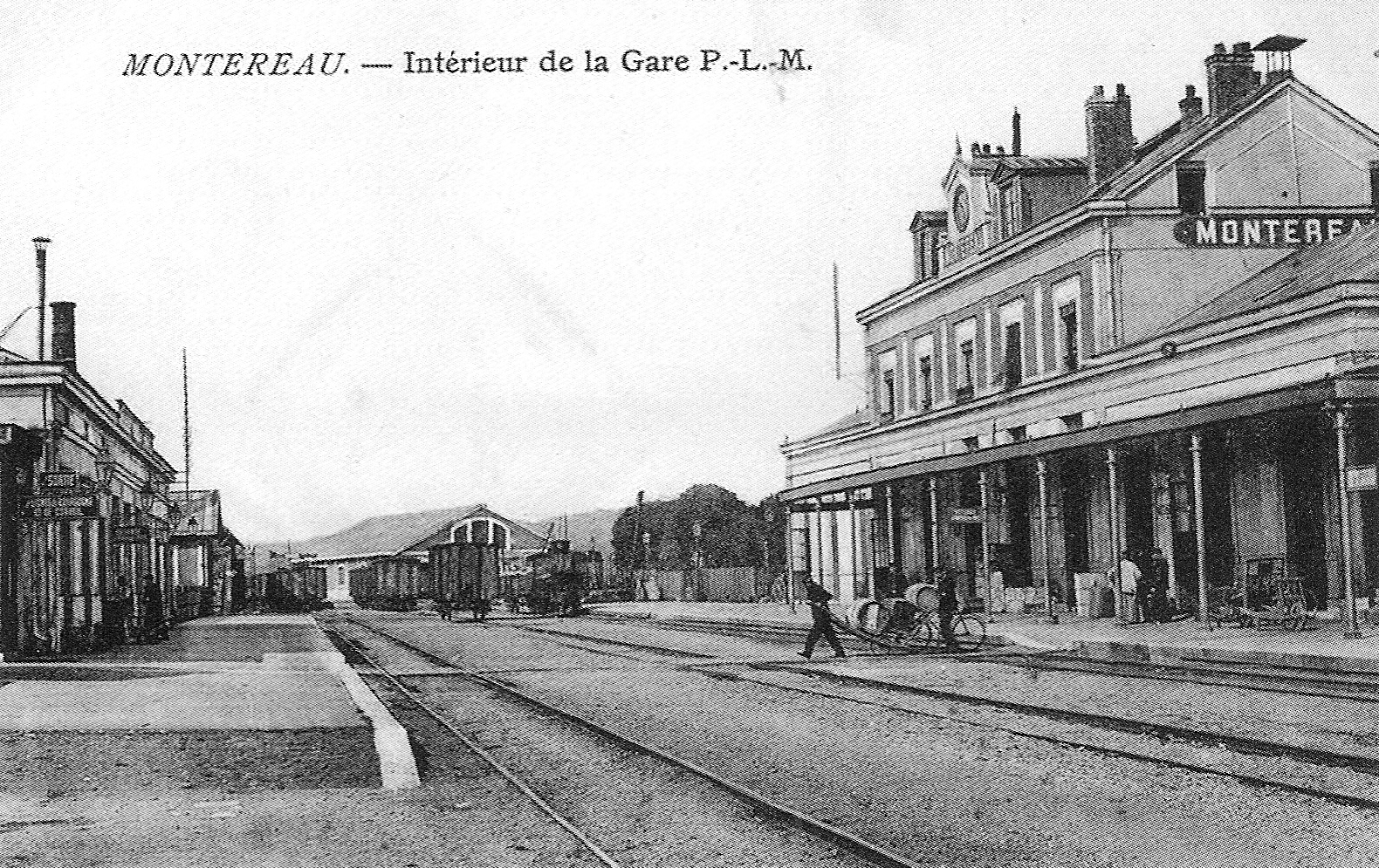
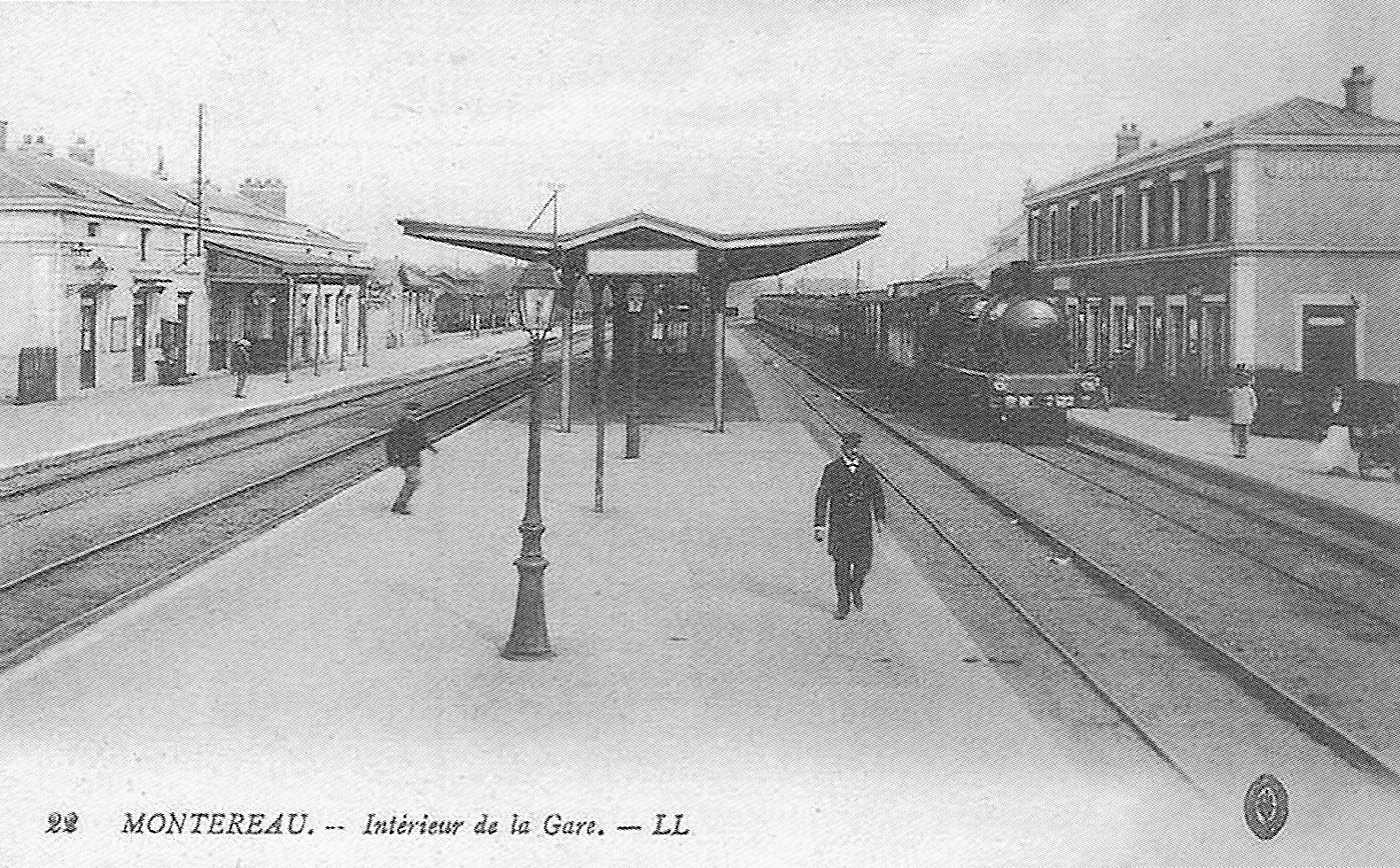

### Gare SNCF (depuis 1938)
En 2001, environ 3 500 voyageurs, chaque jour, empruntent la gare qui devient une « gare Transilien ». La SNCF y effectue pour 3,6 millions de travaux qui concernent, notamment, le bâtiment voyageurs avec la modernisation des guichets et l'amélioration du confort de la salle d'attente mais aussi la sécurité avec l'installation de sept bornes d'appel d'urgence.
En janvier 2018, la SNCF ouvre le chantier de réaménagement et de mise en accessibilité de la gare et de ses abords, comprenant l'allongement et le rehaussement des quais, la création d'un souterrain équipé de quatre ascenseurs, le remplacement des anciens abris de quais, l'installation de bandes d'éveil à la vigilance, la reprise de l'éclairage et de la signalétique et l'agrandissement à 900 places du parking de la gare. Le coût de ces travaux s'élevant à 21 700 000 euros est pris en charge par Île-de-France Mobilités, la région et la SNCF. Le chantier est terminé depuis déjà un bon moment quand les ascenseurs sont mis en service le 16 septembre 2020, ce retard étant dû, selon la SNCF, à des problèmes administratifs et à la pandémie de Covid-19.

## Fréquentation
De 2015 à 2023, selon les estimations de la SNCF, la fréquentation annuelle de la gare s'élève aux nombres indiqués dans le tableau ci-dessous.
| Année     | 2015      | 2016      | 2017      | 2018      | 2019      | 2020      | 2021      | 2022      | 2023      |
| --------- | --------- | --------- | --------- | --------- | --------- | --------- | --------- | --------- | --------- |
| Voyageurs | 2 782 996 | 2 886 952 | 2 986 171 | 3 026 973 | 3 077 612 | 1 832 996 | 3 691 637 | 2 542 109 | 2 981 033 |

## Service des voyageurs

### Accueil
La gare possède un bâtiment voyageurs ouvert au public. Un service commercial est assuré tous les jours de la semaine. Un passage souterrain permet l'accès aux quais.

Installations transilien ligne R en 2020
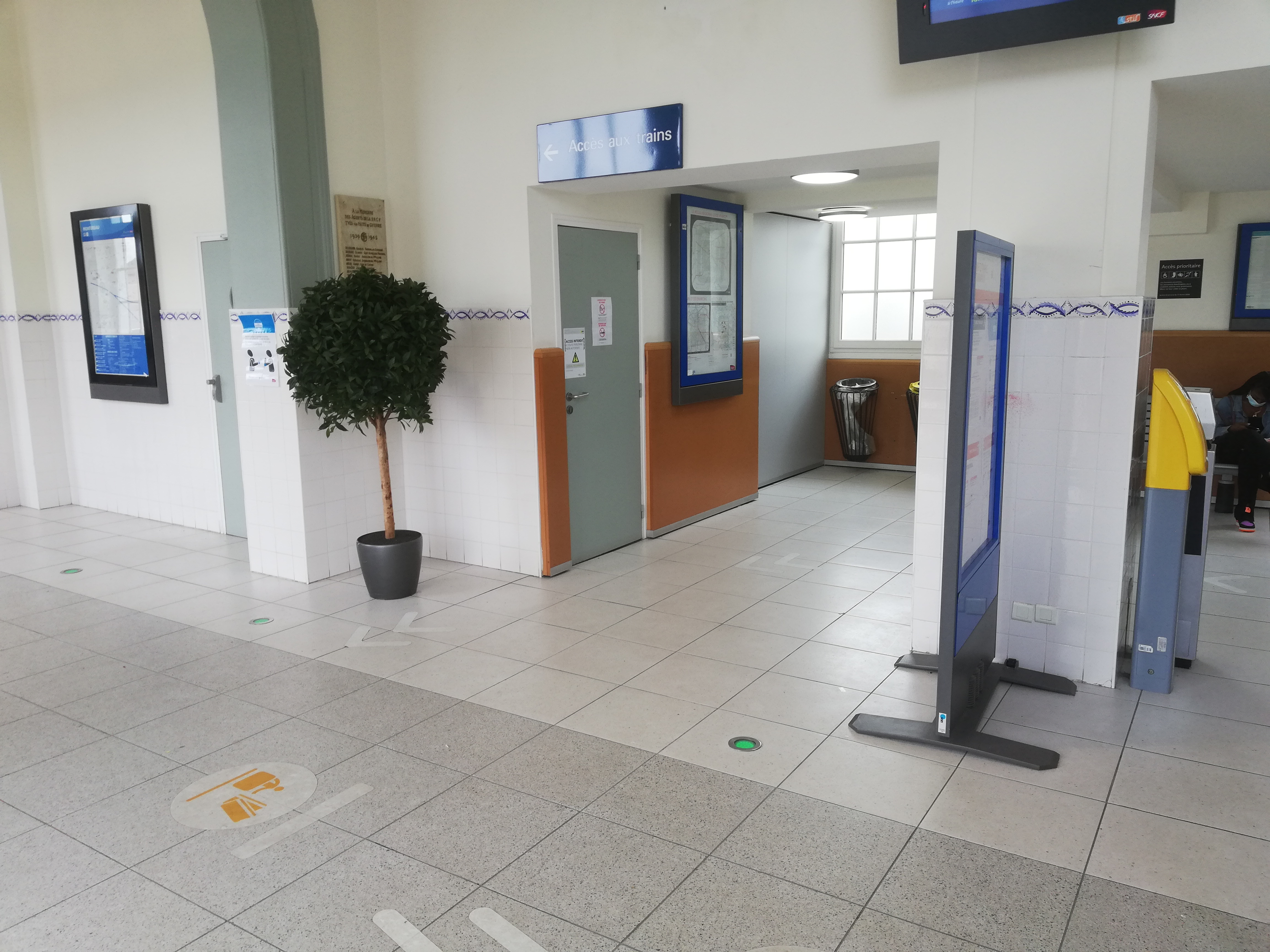
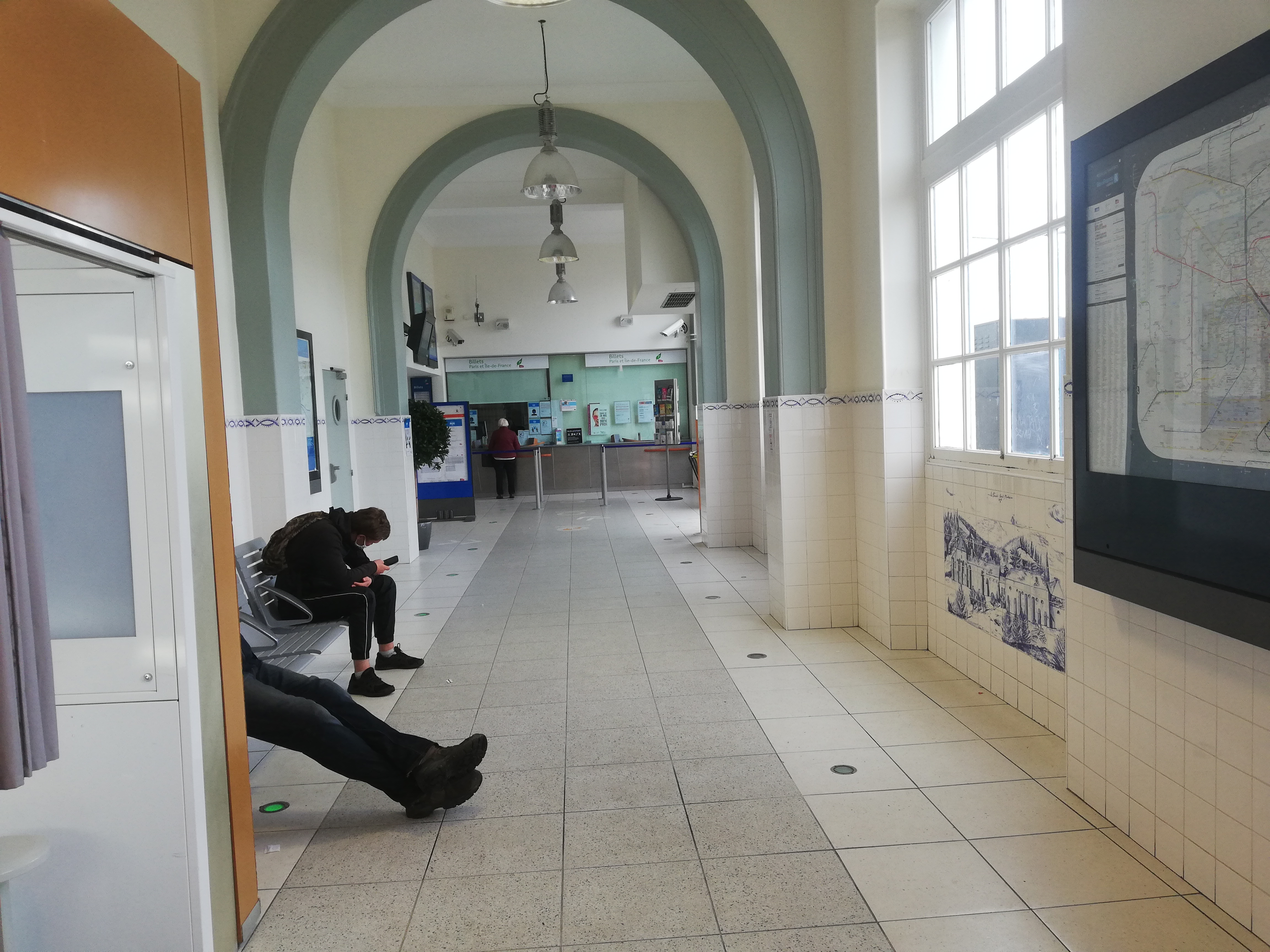
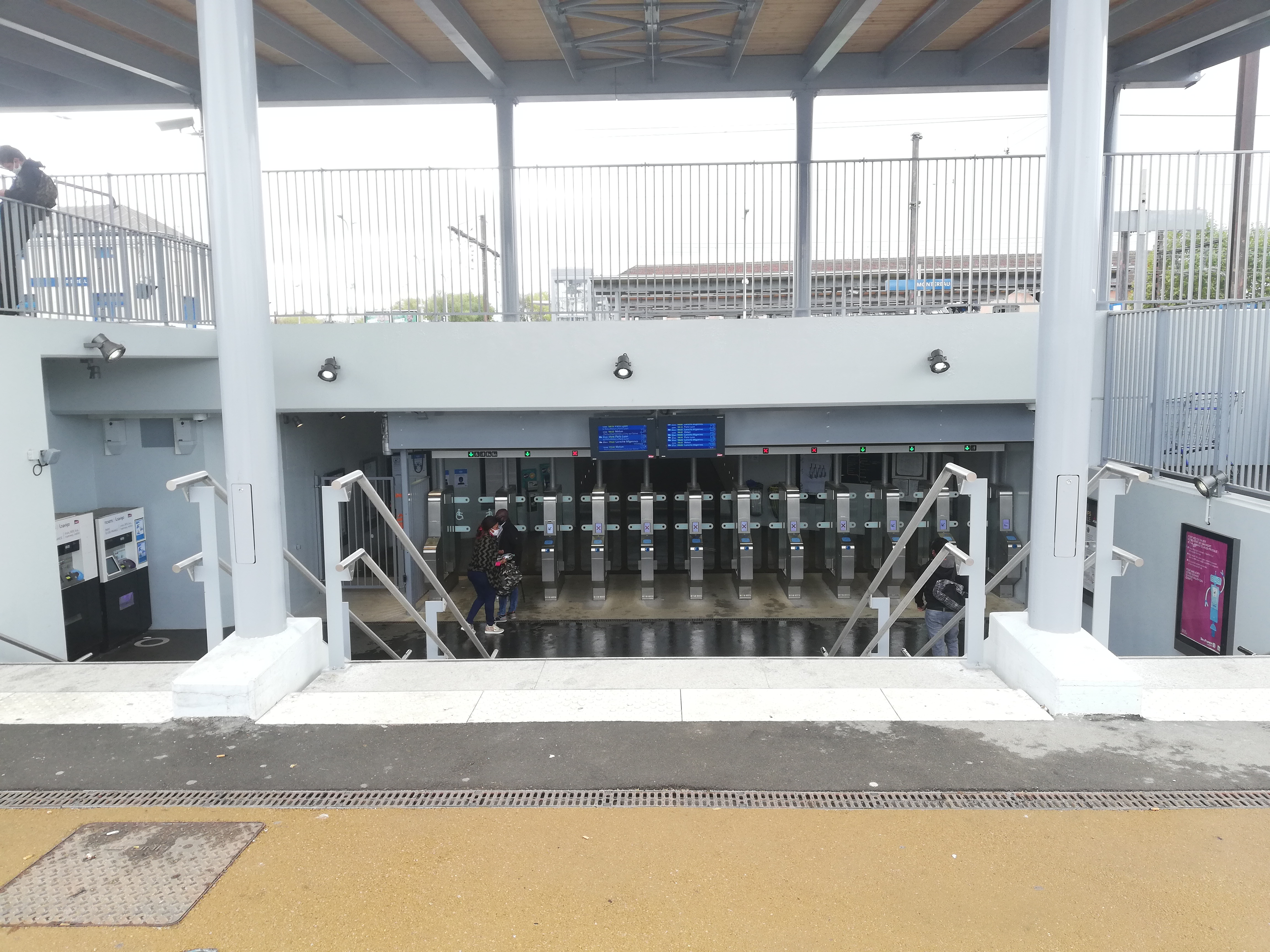

Le bâtiment voyageurs ne permet pas l'accès aux voies desservies par les trains de voyageurs (TER, Transilien). En effet, la voie le long du quai 1 (côté du bâtiment voyageurs) est une voie de service. Un passage souterrain donne accès aux voies des quais 2, 3, 4 et 5. Les quais 2 et 3 forment en fait un quai central unique avec un bâtiment SNCF en son centre. Le quai 2 (côté est du quai central) dessert la voie en provenance ou à destination de Melun via Héricy. Le quai 3 (côté ouest du quai central) dessert la voie en provenance de Melun via Moret et à destination de Laroche - Migennes. Le quai 4 (un quai central) dessert les voies en provenance ou à destination de Melun via Moret. Le quai 5 (un quai latéral) dessert la voie en provenance ou à destination de Melun via Moret.

### Desserte
La gare est le terminus des trains de la ligne R du Transilien (réseau Paris Sud-Est) circulant depuis Paris-Gare-de-Lyon via Moret-Veneux-les-Sablons. En complément de ces trains des trains TER Bourgogne-Franche-Comté circulant entre Paris-Gare-de-Lyon et Laroche - Migennes desservent les mêmes gares jusqu'à Montereau. La gare est aussi le terminus des trains de la ligne R du Transilien circulant depuis Melun via Champagne-sur-Seine. Enfin, la gare est desservie en heure de pointe par des TER Bourgogne-Franche-Comté effectuant le trajet entre Paris-Gare-de-Lyon et Laroche - Migennes avec un unique arrêt à Champagne-sur-Seine entre Paris et Montereau. Cette gare étant la dernière située sur la ligne R en Île-de-France, la tarification relevant du Syndicat des transports d'Île-de-France (STIF) n'est pas valable au-delà, pour les trains poursuivant leur desserte vers Laroche - Migennes.

Installations et desserte
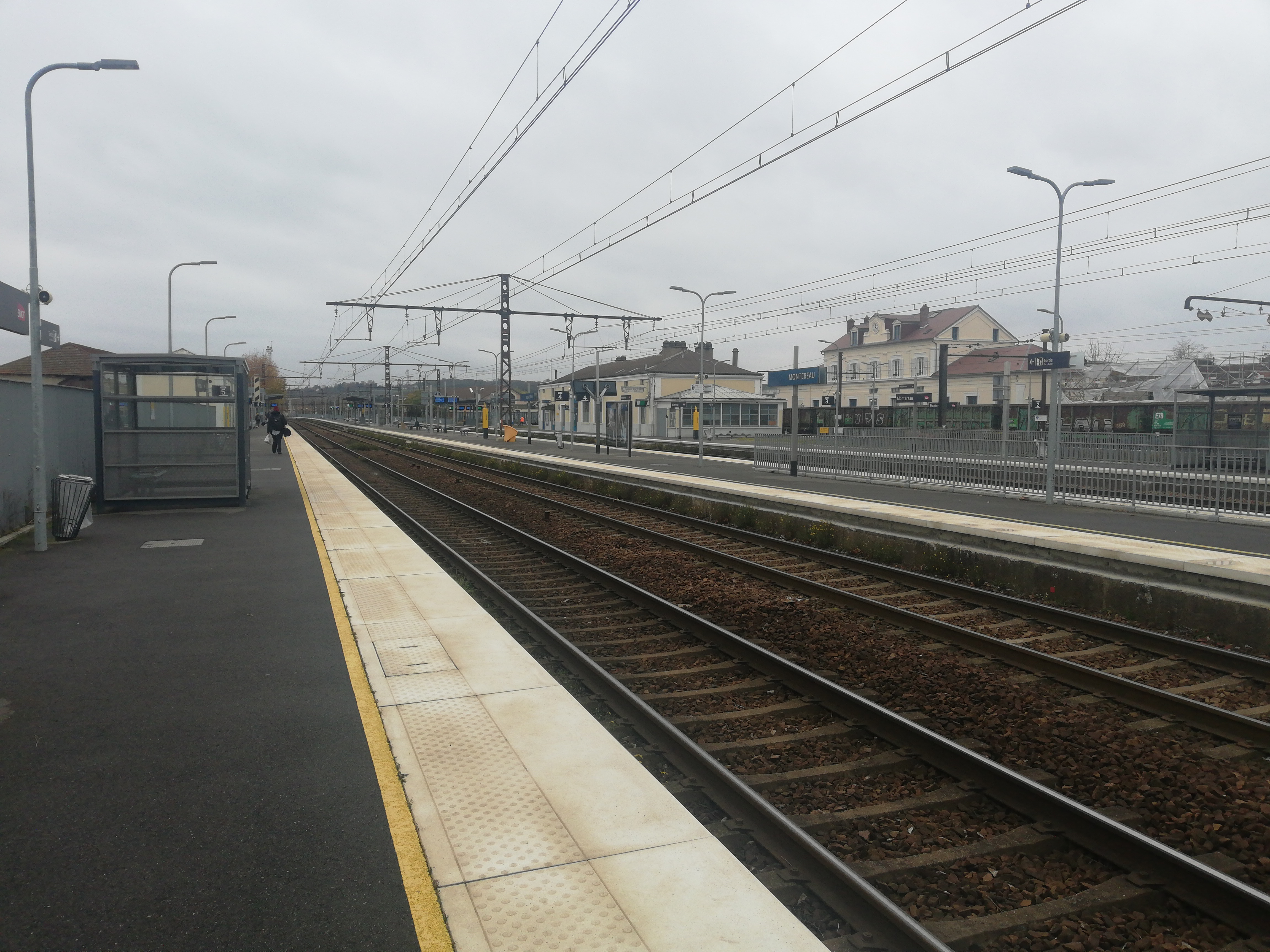
Z 5600 en livrée Transilien au quai 5 et vue d'ensemble, en 2021.
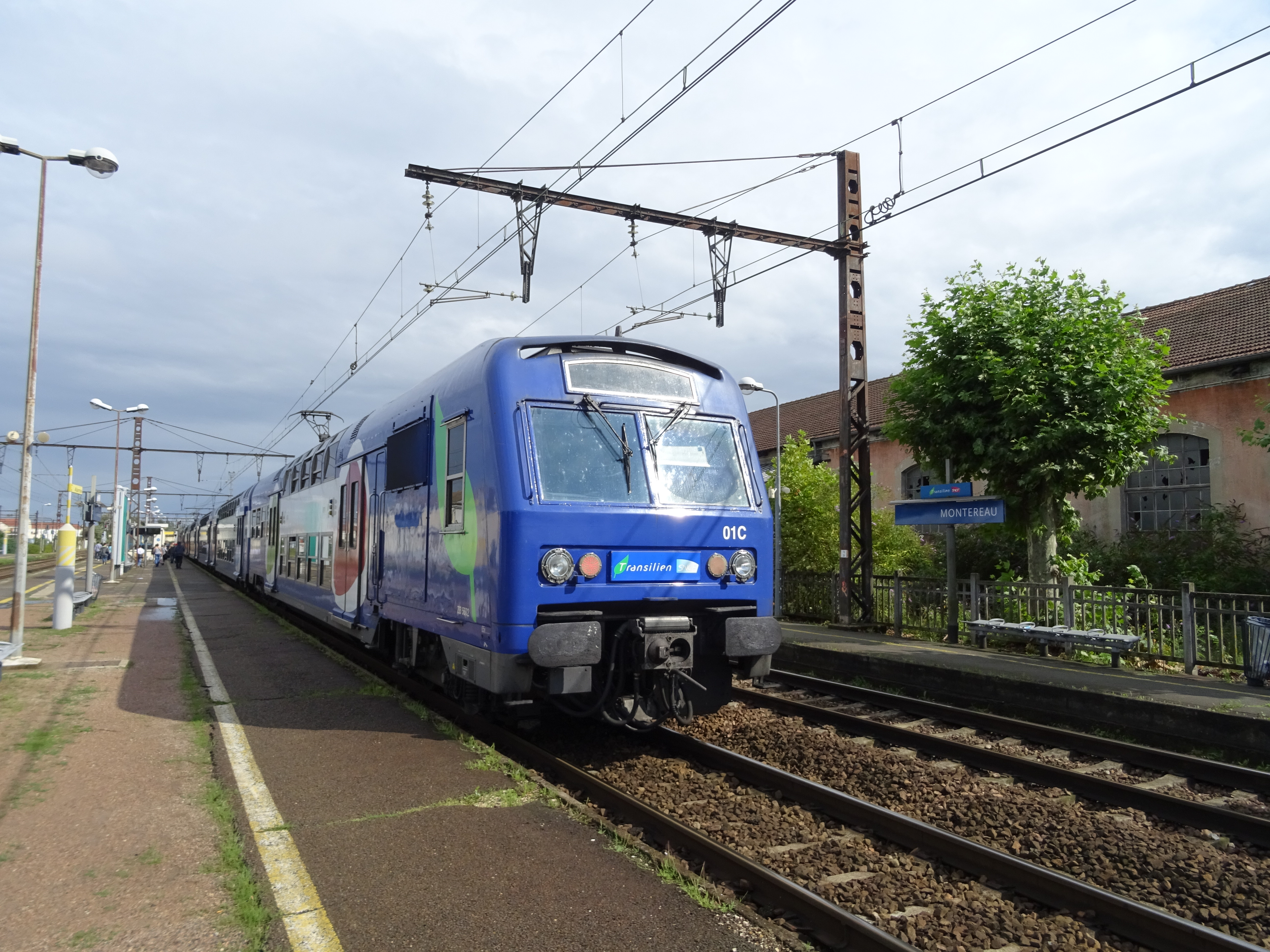
Z 5600 au quai terminus, en 2017.
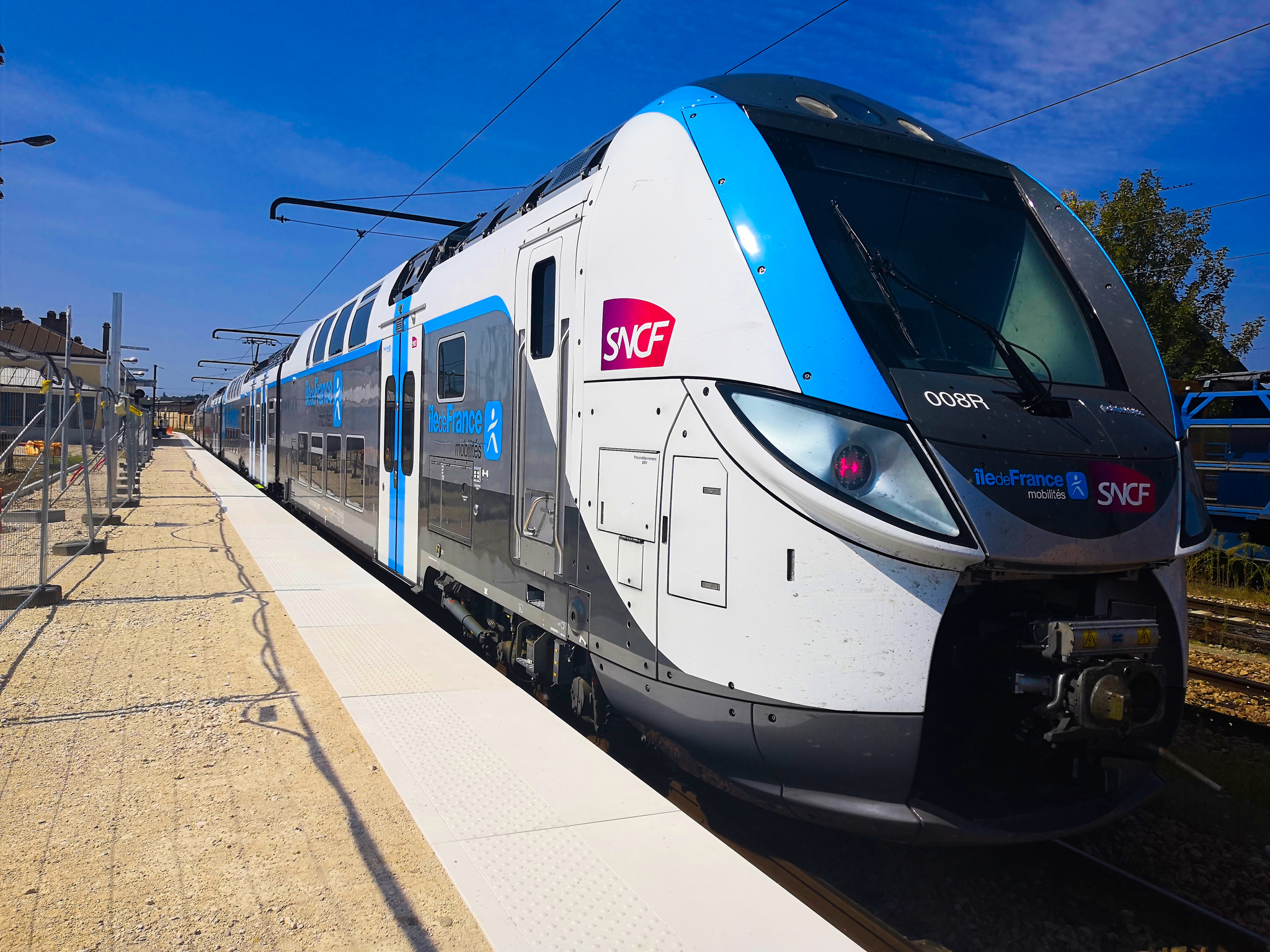
Regio 2N en livrée Île-de-France Mobilités, en 2018.

### Intermodalité

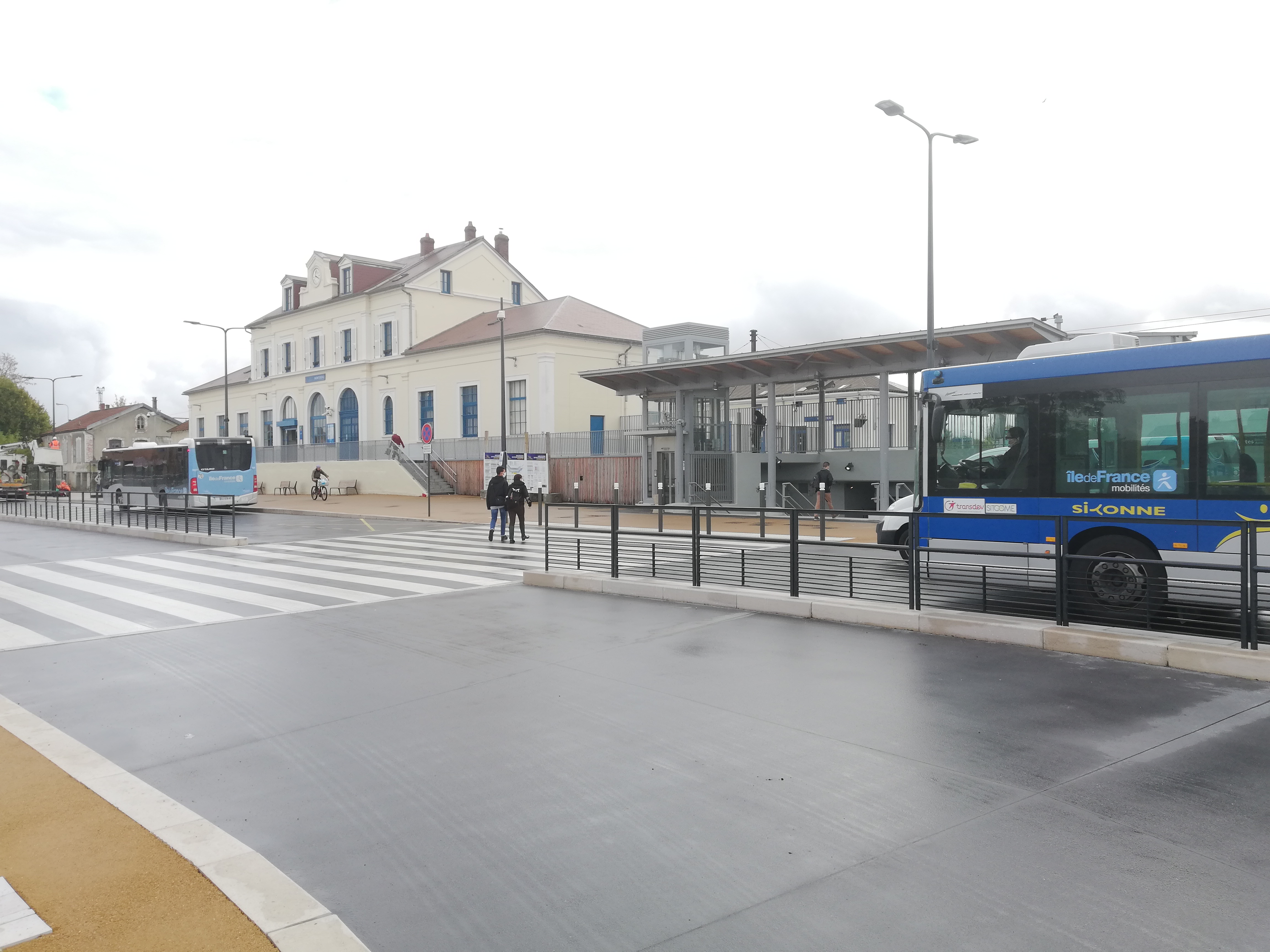
Nouveau aménagement des accès Transilien en octobre 2020.

La gare est desservie par les lignes 46, 3301, 3302, 3303, 3304, 3305, 3306, 3307, 3308, 3310, 3311, 3315, 3319, Soirée Montereau Nord et Soirée Montereau Sud et le service de « TàD siyonne » du réseau de bus du Pays de Montereau, par les lignes 3202, 3210, 3250, 3261 et 7707 du réseau de bus Provinois - Brie et Seine, par la ligne 3547 du réseau de bus Vallée du Loing - Nemours et par les lignes 3438 et 3441 du réseau de bus Fontainebleau - Moret et, la nuit, par la ligne N137 du réseau Noctilien.

## Service des marchandises
Cette gare est ouverte au service du fret.